# KAWAII LAB.
KAWAII LAB.（カワイイラボ）は、アソビシステムによるアイドルプロジェクト。2022年発足。通称「カワラボ」。総合プロデューサーは木村ミサ。

## 概要
「原宿から世界へ」をコンセプトに、世界で活躍できるアイドルの発掘、育成、輩出を目指すプロジェクト。
総合プロデューサーの木村ミサは、元々アイドルプロデュースに興味があり、むすびズム（2014年 - 2017年）には当初裏方としてメンバー選定やコンセプトについて関わっていたが、アソビシステム社長・中川悠介やメンバーからの勧めにより自らリーダーとして活動。解散後もIDOLATER（2019年結成）のアドバイザー的な役割を務め、中川より度々「アイドルやろうよ」との打診を受けていた。
中川は、コロナ禍中にK-POPの勢いを感じて、それに真っ向から対抗するのではなく、アソビシステムの原点である「KAWAII」を中核にしたジャパニーズアイドルを作るのが良いと感じ、そのためにはモデルとアイドル両方の経験を持つ木村がプロデューサーとして立つことがストーリー作りにも大切だと思いオファーしたと語っている。
2021年6月頃、木村が中川からのオファーを承諾。2022年2月14日、プロジェクト発足を発表した。

## 所属グループ
- FRUITS ZIPPER（2022年4月デビュー）
- CANDY TUNE（2023年3月デビュー）
- SWEET STEADY（2024年3月デビュー）
- CUTIE STREET（2024年8月デビュー）

### 過去
- IDOLATER（2022年所属、2023年解散）

### メンバーカラー
同色のメンバーでオンライン特典会を開催することがある。なお、KAWAII LAB. MATESはメンバーカラーは設定されておらず、ペンライトを振る際は白色が指定される。
2024年8月現在
| 担当カラー     | FRUITS ZIPPER              | CANDY TUNE | SWEET STEADY | CUTIE STREET |
| -------------- | -------------------------- | ---------- | ------------ | ------------ |
| 赤             | 月足天音                   | 立花琴未   | 白石まゆみ   | 佐野愛花     |
| オレンジ       | 鎮西寿々歌                 | 南なつ     | 庄司なぎさ   | 川本笑瑠     |
| 黄             | 早瀬ノエル                 | －         | 山内咲奈     | 古澤里紗     |
| ミントグリーン | 櫻井優衣                   | 小川奈々子 | （柳川みあ） | 板倉可奈     |
| 水色           | 真中まな（空色）           | 福山梨乃   | 音井結衣     | 梅田みゆ     |
| 青             | －                         | 桐原美月   | 奥田彩友     | 増田彩乃     |
| 紫             | 仲川瑠夏                   | 宮野静     | 塩川莉世     | 真鍋凪咲     |
| ピンク         | 松本かれん（ベビーピンク） | 村川緋杏   | 栗田なつか   | 桜庭遥花     |

## ユニット
- PiKi（2025年7月デビュー）

## KAWAII LAB. MATES
KAWAII LAB.からのデビューを目指してパフォーマンスを磨き、さらに個性を磨いてゆく次世代メンバーの総称。略称はカワラボメイツあるいは単にメイツ。
2023年11月21日、15名のメンバーが加入。アイドルや舞台の経験者に加え、「KAWAII LAB.オーディション2023」に合格したメンバーも含まれている。なお、この日発表された15名の中から2024年にデビューする新グループのメンバーが近日中に発表されることもアナウンスされた。
2024年1月14日、初の単独イベントを下北沢シャングリラで開催。
2024年1月23日、新グループ・SWEET STEADY結成を発表、同年3月4日お披露目。
2024年7月23日、同年8月4日のTOKYO IDOL FESTIVAL 2024にて新グループをお披露目することを発表。7月30日、グループ名「CUTIE STREET」とメンバーを発表。
2024年9月8日、新たに7名のメンバーが加入。10月17日から定期公演を開催。
2025年1月16日、同年2月22日をもって阿部かれんと川岸瑠那が卒業することを発表。同年2月14日、アソビシステムの新プロジェクト・PEAK SPOTの第1弾グループ・fav meのメンバーとなることが発表された。
2025年2月22日、新たに2人のメンバーが加入。
2025年4月24日、新メンバーの笹原なな花が加入。
2025年8月14日、新たに3人のメンバーが加入。

### 現メンバー
| 名前                        | 生年月日               | 出身地   | 加入日                   | 備考                                                    |
| --------------------------- | ---------------------- | -------- | ------------------------ | ------------------------------------------------------- |
| 新井 心菜 あらい ここな     | 2008年12月18日（16歳） | 東京都   | 2024年9月8日             | - ASOBINEXT「Hi-Fi GIRLs PROJECT」兼任                  |
| 遠藤 まりん えんどう まりん | 2007年3月29日（18歳）  | 神奈川県 | 2025年8月14日            |                                                         |
| 加藤 好実 かとう このみ     | 2004年10月17日（20歳） | 東京都   | 2024年9月8日             | - 『PRODUCE 101 JAPAN THE GIRLS』参加者（最終順位80位） |
| 笹原 なな花 ささはら ななか | 2009年7月7日（16歳）   | 東京都   | 2025年4月24日            |                                                         |
| 嶋崎 結花 しまさき ゆいか   | 2007年11月25日（17歳） | 東京都   | 2025年8月14日            |                                                         |
| 鈴木 花梨 すずき かりん     | 2006年9月10日（18歳）  | 岡山県   | 2025年2月22日            |                                                         |
| 高梨 ゆな たかなし ゆな     | 2005年9月18日（19歳）  | 千葉県   | 2025年8月14日            |                                                         |
| 月代 来実 つきしろ くるみ   | 2001年8月9日（24歳）   | 埼玉県   | 2024年9月8日             | - 元D☆EGGS、Loveme Kissme、IDOLATER                     |
| 辻 りりか つじ りりか       | 2007年5月17日（18歳）  | 千葉県   | 2024年9月8日             |                                                         |
| 中山 こはく なかやま こはく | 2008年7月30日（17歳）  | 神奈川県 | 2024年9月8日             |                                                         |
| 萩田 そら はぎた そら       | 2005年8月16日（20歳）  | 神奈川県 | 2024年9月8日             |                                                         |
| 森田 あみ もりた あみ       | 2008年2月6日（17歳）   | 東京都   | 2023年11月21日（結成時） |                                                         |
| 山本 るしあ やまもと るしあ | 2007年10月13日（17歳） | 北海道   | 2025年2月22日            |                                                         |

### 旧メンバー
| 名前                        | 生年月日               | 出身地                 | 加入日                   | 活動終了日     | 終了理由           | 備考 |
| --------------------------- | ---------------------- | ---------------------- | ------------------------ | -------------- | ------------------ | --- |
| 橋本 歩美 はしもと あゆみ   | 2005年6月19日（20歳）  | 東京都                 | 2023年11月21日（結成時） | 2023年12月26日 | 活動終了           | |
| 奥田 彩友 おくだ あゆ       | 2001年1月7日（24歳）   | 福井県                 | 2023年11月21日（結成時） | 2024年1月23日  | SWEET STEADY結成   | 元IDOLATER |
| 音井 結衣 おとい ゆい       | 2001年1月9日（24歳）   | アメリカ合衆国・愛知県 | 2023年11月21日（結成時） | 2024年1月23日  | SWEET STEADY結成   | 元notall |
| 栗田 なつか くりた なつか   | 2002年7月19日（23歳）  | 京都府                 | 2023年11月21日（結成時） | 2024年1月23日  | SWEET STEADY結成   | 元W.ダブルヴィー |
| 塩川 莉世 しおかわ りせ     | 2000年7月31日（25歳）  | 山梨県                 | 2023年11月21日（結成時） | 2024年1月23日  | SWEET STEADY結成   | 元F.A.R.M、転校少女*、SHUGAR                                                                                               |
| 白石 まゆみ しらいし まゆみ | 2000年12月27日（24歳） | 東京都                 | 2023年11月21日（結成時） | 2024年1月23日  | SWEET STEADY結成   | 元東京flavor |
| 庄司 なぎさ しょうじ なぎさ | 2000年10月29日（24歳） | 北海道                 | 2023年11月21日（結成時） | 2024年1月23日  | SWEET STEADY結成   | 元AKB48研究生、ハープスター、ワンチャンアリーナ                                                                            |
| 柳川 みあ やながわ みあ     | 2001年2月11日（24歳）  | 千葉県                 | 2023年11月21日（結成時） | 2024年1月23日  | SWEET STEADY結成   | 元全力少女（R）、Glitter Piece、てぃあむ SWEET STEADYを2024年7月13日に脱退                                                 |
| 山内 咲奈 やまうち さきな   | 2004年2月29日（21歳）  | 大阪府                 | 2023年11月21日（結成時） | 2024年1月23日  | SWEET STEADY結成   | 元わんふぁす! |
| 梅田 みゆ うめだ みゆ       | 2004年9月13日（20歳）  | 熊本県                 | 2023年11月21日（結成時） | 2024年7月30日  | CUTIE STREET結成   | 元Lapilaz |
| 川本 笑瑠 かわもと えみる   | 2002年4月22日（23歳）  | 神奈川県               | 2023年11月21日（結成時） | 2024年7月30日  | CUTIE STREET結成   | 元アモレカリーナ、東京CuteCute、HO6LA                                                                                      |
| 真鍋 凪咲 まなべ なぎさ     | 2004年6月28日（21歳）  | 神奈川県               | 2023年11月21日（結成時） | 2024年7月30日  | CUTIE STREET結成   | |
| 今井 りこ いまい りこ       | 2001年11月2日（23歳）  | 京都府                 | 2023年11月21日（結成時） | 2024年7月31日  | 活動終了           | |
| 阿部 かれん あべ かれん     | 2000年2月2日（25歳）   | 大阪府                 | 2023年11月21日（結成時） | 2025年2月22日  | 卒業（fav me結成） | 元ハコイリ♡ムスメ、bob up.、mai mai                                                                                        |
| 川岸 瑠那 かわぎし るな     | 2001年4月29日（24歳）  | 東京都                 | 2024年9月8日             | 2025年2月22日  | 卒業（fav me結成） | 芸能事務所『LUV』所属 『PRODUCE 101 JAPAN THE GIRLS』参加者（最終順位77位） 元ヴィーナス（読売巨人軍公式マスコットガール） |

## KAWAII LAB. SOUTH
北部九州を中心に活動するKAWAII LAB.からのデビューを目指してパフォーマンスを磨き、さらに個性を磨いてゆく次世代メンバーの総称。略称はカワラボサウスあるいは単にサウス。
2025年7月21日、4名のメンバーが加入。

### メンバー
| 名前                      | 生年月日              | 出身地 | 加入日        | 備考 |
| ------------------------- | --------------------- | ------ | ------------- | ---- |
| 有村 心晴 ありむら こはる | 2005年4月11日（20歳） | 福岡県 | 2025年7月21日 |      |
| 門倉 彩花 かどくら あやか | 2006年12月2日（18歳） | 福岡県 | 2025年7月21日 |      |
| 松田 奈々 まつだ なな     | 2004年1月14日（21歳） | 大分県 | 2025年7月21日 |      |
| 森野 めね もりの めね     | 2011年1月14日（14歳） | 福岡県 | 2025年7月21日 |      |